# Paolo Braca
Paolo Braca (Giulianova, 30 luglio 1944) è un ex calciatore italiano, di ruolo mezzala.

## Caratteristiche tecniche
È stato prima attaccante, poi interno e centrocampista, arretrando progressivamente il suo ruolo nel corso di una lunga carriera calcistica.

## Carriera
Inizia come attaccante, esordendo giovanissimo — a soli 17 anni — nel Giulianova in Serie D per passare, nel 1963 in Serie C all'Aquila, dove rimane per tre stagioni.

Braca (accosciato, primo da destra) nel Catanzaro del 1971-1972

In occasione di un ritiro del Napoli in Abruzzo, viene selezionato dagli osservatori partenopei e passa in maglia azzurra nell'estate del 1966. Il 25 settembre 1966 Bruno Pesaola lo fa esordire a Napoli contro la SPAL in Serie A, accanto a calciatori come Pierluigi Ronzon, Ottavio Bianchi, Antonio Juliano, Alberto Orlando, Omar Sívori, Cané e successivamente con Gastone Bean e José Altafini. In quel campionato Braca, schierato sistematicamente all'ala sinistra, gioca 10 partite e segna il suo primo ed unico gol nella massima serie il 2 ottobre in trasferta contro la Roma.
Passa nel 1967 proprio alla SPAL del suo esordio in Serie A assieme al giovane Alberto Reif, in quanto il presidente dei biancoazzurri, Paolo Mazza, pensa di sfruttare Braca come attaccante. Dopo due gare di campionato - contro il L.R. Vicenza e contro la Roma - lo scambia con i giocatori del Napoli Bean e Bigon, restituendolo ai partenopei; Braca viene allora girato al Catanzaro in Serie B.
In Calabria Braca — pur scontando una prolungata assenza per un infortunio — si realizza definitivamente dal punto di vista calcistico. Trasformato prima in interno, diviene poi il regista dei giallorossi, con i quali gioca dieci campionati, scendendo in campo per 240 volte in campionato e realizzando 10 reti. Con il Catanzaro Braca ottiene due promozioni in Serie A — la prima sotto la guida di Gianni Seghedoni e la seconda sotto quella di Gianni Di Marzio — disputando successivamente entrambi i campionati nella massima serie.
Nel 1977 Braca torna in Serie C alla Pro Cavese di Corrado Viciani e ottiene, nel 1981 con Pietro Santin come allenatore, la promozione in Serie B. Nel campionato successivo, pur facendo parte della rosa, non viene mai schierato nel campionato cadetto e pertanto nel 1982 chiude, alla soglia dei 38 anni, con il calcio giocato.
In carriera ha collezionato complessivamente 57 presenze ed una rete in Serie A e 199 presenze e 10 reti in Serie B.

## Palmarès

### Giocatore

#### Competizioni nazionali
- Campionato italiano Serie C1: 1

Cavese: 1980-1981 (girone B)